# القطب الديمقراطي الحداثي

رمز القطب في القائمات الانتخابية.

شعار القطب

القطب الديمقراطي الحداثي هو تحالف سياسي لانتخابات المجلس الوطني التأسيسي التونسي لسنة 2011. يتكون الإتلاف من أحزاب سياسية تونسية وجمعيات مدنية. وتقدم القطب في كل الدوائر الانتخابية وعددها 33 وقد رشح على رأس قائماته 16 امرأة و17 رجلا. تلقى القطب دعما من عديد الفنانين والمثقفين التونسيين مثل المنصف ذويب والطاهر الفازع والنوري بوزيد ومنى نور الدين وإبراهيم اللطيف.

## مكونات القطب
يتكون القطب من أحزاب ومجتمع مدني :
- حركة التجديد
- الحزب الاشتراكي اليساري
- صوت الوسط
- مبادرتي «من أجل قطب ديمقراطي ثقافي» و«كفى تشتتا»
- شخصيات مستقلة

## مبادئ القطب
يعتمد القطب على مبادئ أساسية تجمع بين مناضليه على اختلاف توجهاتهم السياسية والفكرية.
- تونس دولة حرة مستقلة ذات سيادة الإسلام دينها والعربية لغتها والجمهورية نظامها ويتبنون الديمقراطية كقيمة حضارية وكشكل للدولة والعدالة الاجتماعية والاقتصادية بين الأفراد والجهات والمساواة التامة والفعلية بين المواطنين.
- يقوم هذا القطب على تأسيس نظام جمهوري على أساس الفصل بين السلط وضمان استقلالية القضاء وحرية الصحافة والإعلام وحرية الفكر والإبداع وضمان التداول السلمي على السلطة.
- يعمل القطب على صيانة وتطوير المكاسب الحداثية بما فيها مجلة الأحوال الشخصية والجوانب النيرة لتراثنا العربي الإسلامي وحركة الإصلاح التونسية، وتوطيد انتماء تونس إلى الفضاء العربي والمغاربي والأفريقي والانفتاح على الفضاء المتوسطي.
- يدعو القطب إلى فصل الدين عن السياسة وضمان حرية المعتقد ومنع استعمال الفضاءات الدينية للدعاية والممارسة السياسية ويؤكد نبذ كل أشكال الانغلاق والتعصب والتمييز والعنف وكل ما من شأنه ان يخلق الكراهية بين الأفراد والجماعات والأجناس والشعوب ومناهضة الحركات العنصرية والصهيونية.

## وصلات خارجية
- (بالعربية) (بالفرنسية) الموقع الرسمي للحزب